# Campana dei Caduti
La Campana dei Caduti, Maria Dolens, è una campana commemorativa dei caduti della prima guerra mondiale. Si trova sul Colle di Miravalle a Rovereto.

## Storia

### Idea

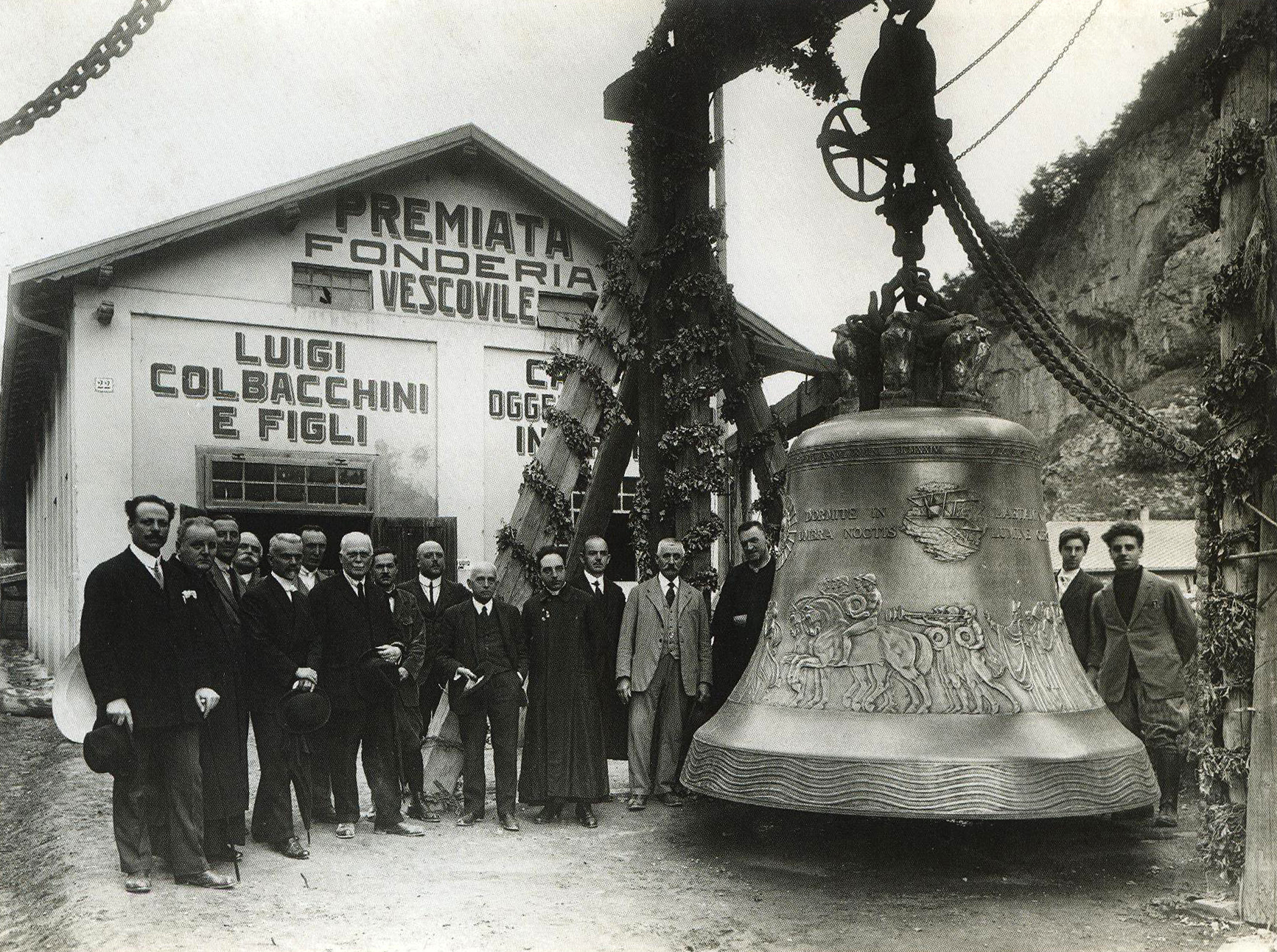
La campana alla fonderia Colbacchini di Trento, dove venne fusa, in una foto di Sergio Perdomi

Ideatore della Campana dei Caduti fu un sacerdote di Rovereto, don Antonio Rossaro (1883-1952), il quale volle trovare un modo per ricordare tutti i caduti del conflitto da poco concluso e pensò alla realizzazione di una campana, fusa con il bronzo dei cannoni delle nazioni partecipanti alla prima guerra mondiale.
In una cornice internazionale ancora scossa dalla guerra, don Rossaro diede avvio al progetto, prendendo contatto con le diplomazie degli Stati ex belligeranti per una fornitura di cannoni ed altro materiale bellico dismesso. Grazie alla collaborazione di numerosi governi, la campana (denominata "Maria Dolens") poté essere fusa nell'ottobre 1924 a cura della Fonderia Colbacchini di Trento e inaugurata solennemente il 4 novembre 1925 alla presenza del re d'Italia Vittorio Emanuele III e di altri dignitari, italiani e stranieri.

### Prima realizzazione

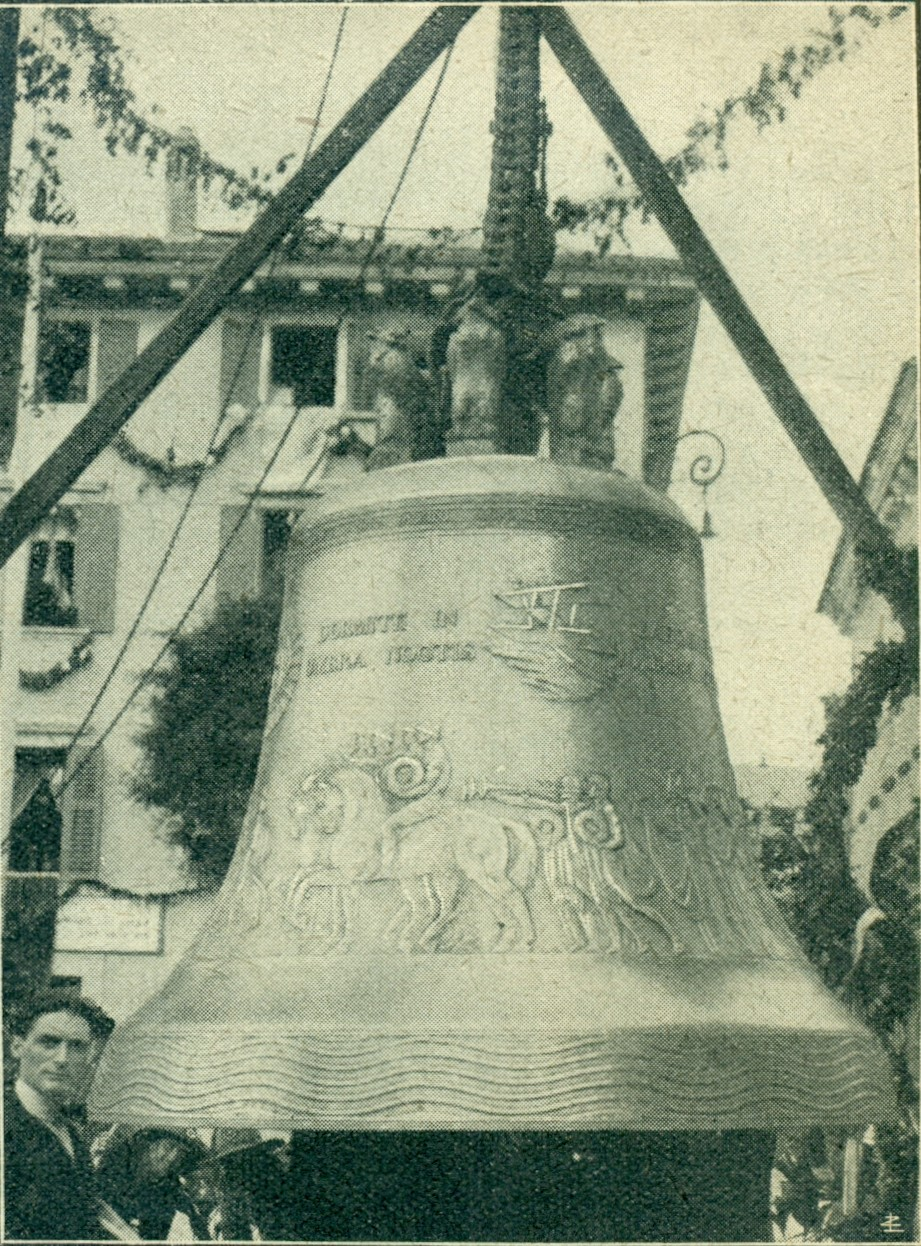
La campana dei Caduti viene festeggiata al suo arrivo a Rovereto da Trento nel 1925 in piazza Rosmini, dopo essere transitata per corso Vittorio Emanuele (poi corso Bettini)

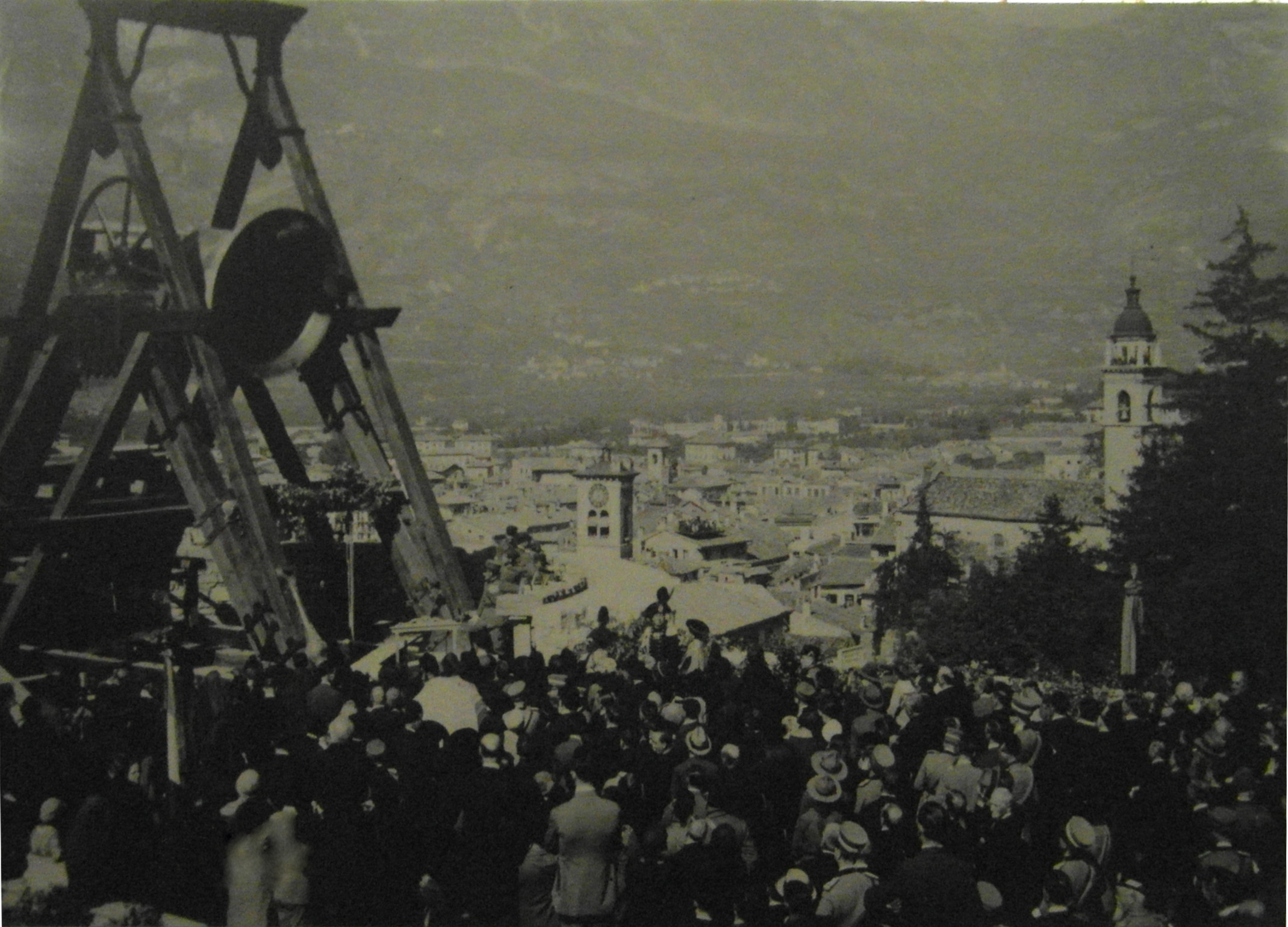
Campana originale sul torrione Malipiero del castello di Rovereto il 4 novembre 1925

Dal punto di vista figurativo, la realizzazione del modello era stata affidata al noto scultore trentino Stefano Zuech, che l'aveva raffigurata con un bassorilievo di impostazione neoclassica. Il suo peso raggiungeva le 11 t, con un'altezza di 2,58 m ed un diametro di 2,55 m. Era la maggiore campana d'Italia e tra le più imponenti al mondo, superata solo dalla campana dello zar del Cremlino a Mosca (peraltro mai in attività), della Petersglocke del duomo di Colonia e dal Pummerin della cattedrale di Santo Stefano di Vienna.
La prima collocazione di Maria Dolens fu rappresentata dal torrione Malipiero del Castello di Rovereto, nel centro cittadino, sede dal 1921 del "Museo Storico italiano della Guerra".

### Realizzazioni successive
Non corrispondendo il suono a quello desiderato, nel 1938 la Campana fu sottoposta a due nuove fusioni (la prima non riuscita) ad opera della Fonderia Cavadini di Verona.
"Maria Dolens" tornò a Rovereto il 26 maggio 1940, pochi giorni prima dell'entrata in guerra dell'Italia nel secondo conflitto mondiale, avvenuta il 10 giugno. Si dovette attendere il 1945, alla fine della guerra, prima di poterla installare nuovamente al Castello. In seguito, nel 1960, essa si incrinò gravemente. Non potendo intervenire altrimenti, nel 1964 si decise per una nuova fusione, la quarta, resa possibile dal sostegno finanziario dei Lions Club d'Italia e affidata per la realizzazione alla Fonderia Capanni di Reggio Emilia.
Il 31 ottobre 1965 la nuova Campana fu benedetta a Piazza San Pietro da Papa Paolo VI, per essere poi trasportata a Rovereto ed essere collocata in una nuova sede, il Colle di Miravalle.

## Fondazione e attività
Con decreto presidenziale del 18 gennaio 1968 è stata istituita la "Fondazione Opera Campana dei Caduti" (rinominata nel 2018 "Fondazione Campana dei Caduti"), ente morale avente le finalità di preservare in piena efficienza lo storico manufatto. di garantire il decoro dell'area monumentale e di contribuire ad educare le nuove generazioni ai principi della pace e del rispetto dei diritti umani.
All'interno dell'area monumentale, si rifà a tali obiettivi il "Viale delle Nazioni", in cui figurano le bandiere degli oltre 100 paesi, fra Stati nazionali e entità territoriali non indipendenti, che hanno formalmente aderito al "Memorandum di Pace" della Fondazione.
Anche tre organizzazioni multilaterali (Nazioni Unite, Consiglio d'Europa e Unione Europea) vi hanno esposti in maniera permanente i rispettivi vessilli.
Nel febbraio 2006 il Parlamento italiano approvando una legge ad hoc (la nº 103) ha conferito a Rovereto il titolo di "Città della Pace" , assegnandole il compito di mettere in atto le misure e di realizzare le iniziative volte a diffonderne i relativi valori.

### Dimensione Internazionale (Consiglio d'Europa e Nazioni Unite)
Nel maggio 2006 la Fondazione ha ottenuto il "participatory status" in ambito Consiglio d'Europa, mentre nell'agosto 2009 il Consiglio economico e sociale (ECOSOC) dell'ONU le ha attribuito lo "special consultative status".
Infine, dal 2020 la Fondazione pubblica in lingua italiana ed in inglese un mensile online, "La Voce di Maria Dolens", avente come focus la promozione dei diritti umani nella attualità internazionale.

### Descrizione
La campana si trova sul Colle di Miravalle e tutte le sere batte i suoi rintocchi a ricordo dei caduti.
Tecnicamente si può classificare come campana a battaglio cadente. Le sue dimensioni sono notevoli: il suo peso equivale a 22,639 t, il ceppo a 10,3 t e il battaglio a 0,6 t. La sua altezza è di 3,36 m e il diametro di 3,21 m. La nota musicale è Si1. È la sesta campana al mondo per peso tra quelle che suonano a distesa (prima il Vox Patris in Brasile di 55 t la seconda quella del parco Gotemba in Giappone di 36 t, la terza la Millennium Bell di Newport negli Stati Uniti di 33 t, quarta la campana maggiore della nuova Cattedrale della Salvezza del Popolo di Bucarest di 25 t, quinta la Petersglocke del duomo di Colonia in Germania di 24 t).